# Skedlo
Skedlo är en by i Njurunda socken i Sundsvalls kommun i Medelpad.
Ortnamnet är bildat av "skeid och "lo". Det förra betyder kapplöpning eller bana därför, lo lågt liggande ängar vid vatten. Innebörden blir: De sanka ängarna vid kapplöpningsbanan. Troligen syftar detta namn på Skrängstasjöns sanka stränder. I norr gränsar Skedlo genom Stångån till Njurundabommen och i söder till Slätt. Mest känt är kanske Skedlo i ornitologiska sammanhang, för sitt fågelskådartorn.